# Adolf Theodor Roscher
Adolf Theodor Roscher (* 20. Januar 1782 in Großenhain; † 20. Januar 1861 in Döhlen, heute Freital) war ein deutscher Industrieller und der Sohn von Hütteninspektor Johann Theodor Roscher. Er führte die Glasproduktion auf Steinkohlenbasis in Sachsen ein.

## Leben
Roscher studierte zwischen 1800 und 1803 an der Bergakademie Freiberg. Im zweiten und dritten Lehrjahr lernte er Chemie bei Wilhelm August Lampadius.
Im Jahr 1805 war er Hüttenmeister in der Glasfabrik Potschappel, der ersten Glasfabrik Deutschlands auf Steinkohlenbasis. Diese befand sich im Ort Potschappel. Bis 1818 war Roscher Hüttenmeister an der königlich-preußischen Spiegelglashütte Friedrichsthal in Kostebrau.
Ab dem Jahr 1816 plante er die königliche Glasfabrik Döhlen am Fasanenwäldchen. Ab 1822 wurde in der königlichen Glasfabrik Döhlen produziert.
| Personendaten    | Personendaten           |
| ---------------- | ----------------------- |
| NAME             | Roscher, Adolf Theodor  |
| KURZBESCHREIBUNG | deutscher Industrieller |
| GEBURTSDATUM     | 20. Januar 1782         |
| GEBURTSORT       | Großenhain              |
| STERBEDATUM      | 20. Januar 1861         |
| STERBEORT        | Döhlen                  |